# Trail (fiume)
Il Trail (in inglese Trail Creek, o anche Trail River) è un fiume dell'Alaska situato nella penisola di Kenai.

## Dati fisici e percorso
Il fiume è lungo 24 km e si trova nel Borough della Penisola di Kenai (Alaska). Nasce dal ghiacciaio Trail (ad una altitudine di 472 m s.l.m.) situato nei monti Kenai e sfocia nel lago Upper Trail (ad una quota di 144 m s.l.m.) a pochi chilometri dalla località Moose Pass sull'autostrada Seward che collega Anchorage con Seward. Lungo tutto il percorso è affiancato dalla linea ferroviaria "Coastal Classic", un servizio ferroviario turistico che comprende la tratta che parte da Anchorage e arriva al porto di Seward.
Due sono i principali affluenti:
- Johnson Creek (60°32′02″N 149°20′28″W)
- Moose Creek (60°33′48″N 149°07′28″W)

### Monti ai lati del fiume
I seguenti monti sono tutti appartenenti al gruppo dei monti Kenai:
| Nome del monte | Altezza (m s.l.m.) | Coordinate             | Ubicazione del monte          |
| -------------- | ------------------ | ---------------------- | ----------------------------- |
| Lark Mountain  | 1.668              | 60°30′44″N 149°16′25″W | 4 km a sud (alla foce)        |
| Anderson Peak  | 1.196              | 60°37′01″N 149°10′19″W | 7 km a nord (a metà percorso) |

## Alcune immagini del fiume Trail

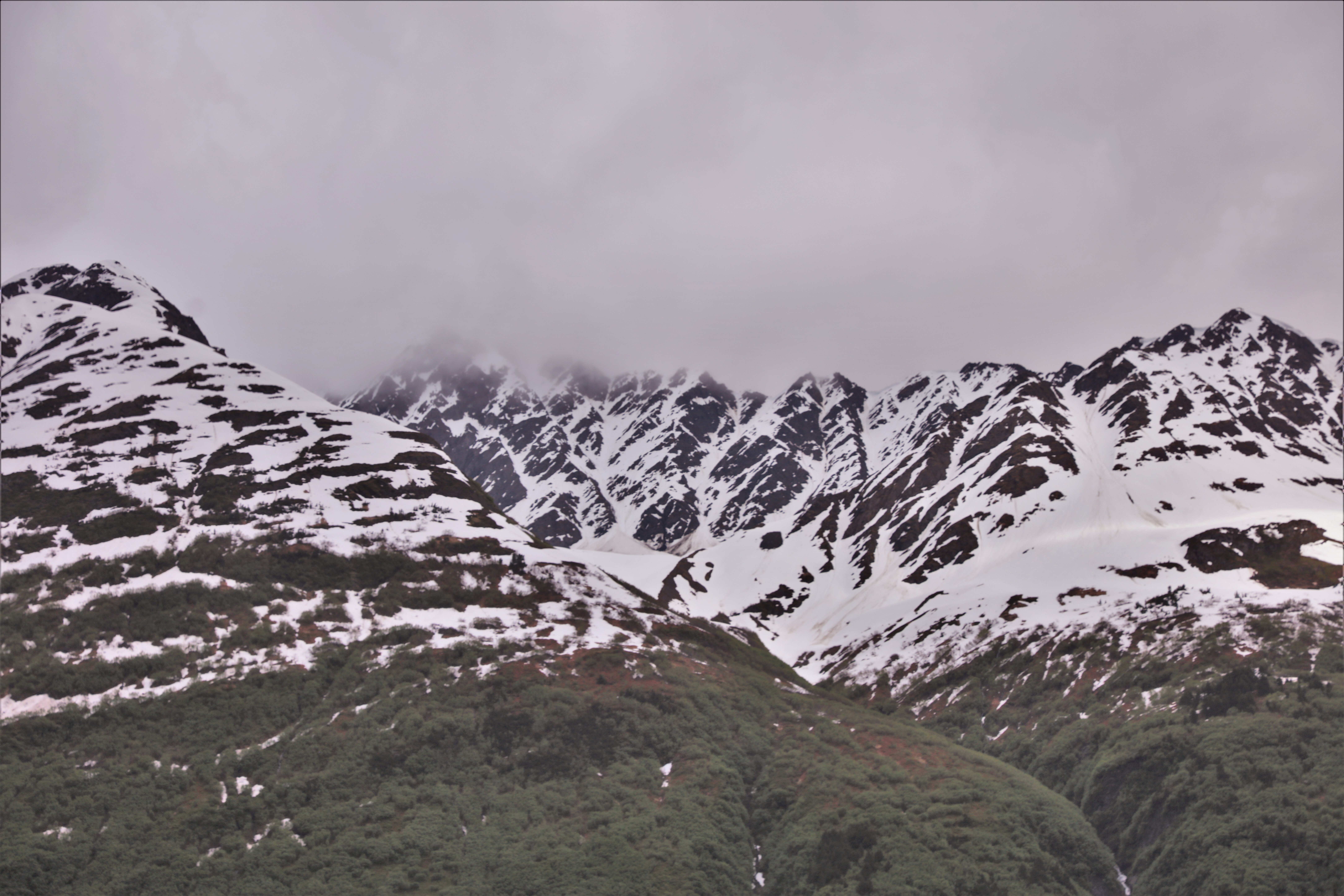
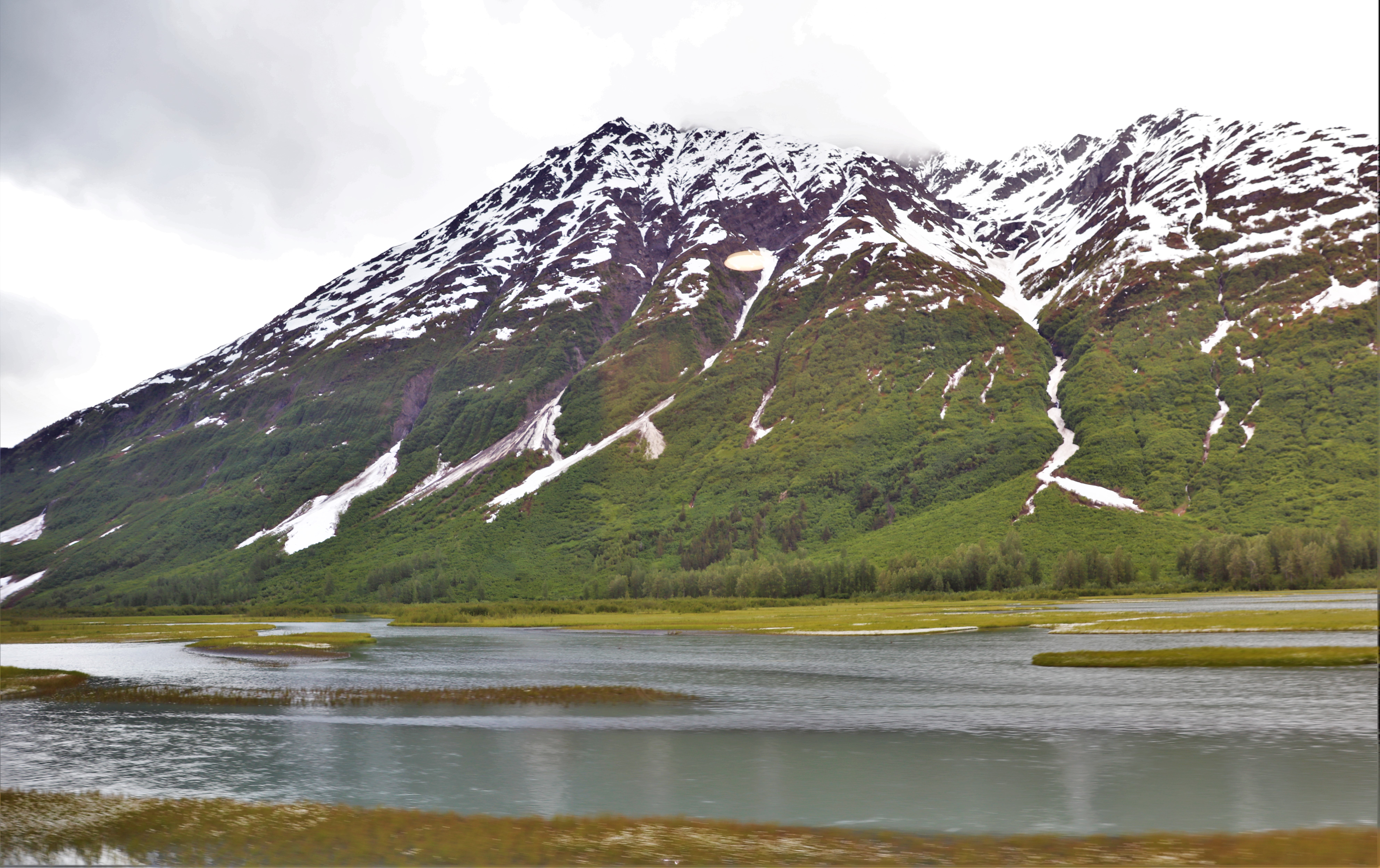
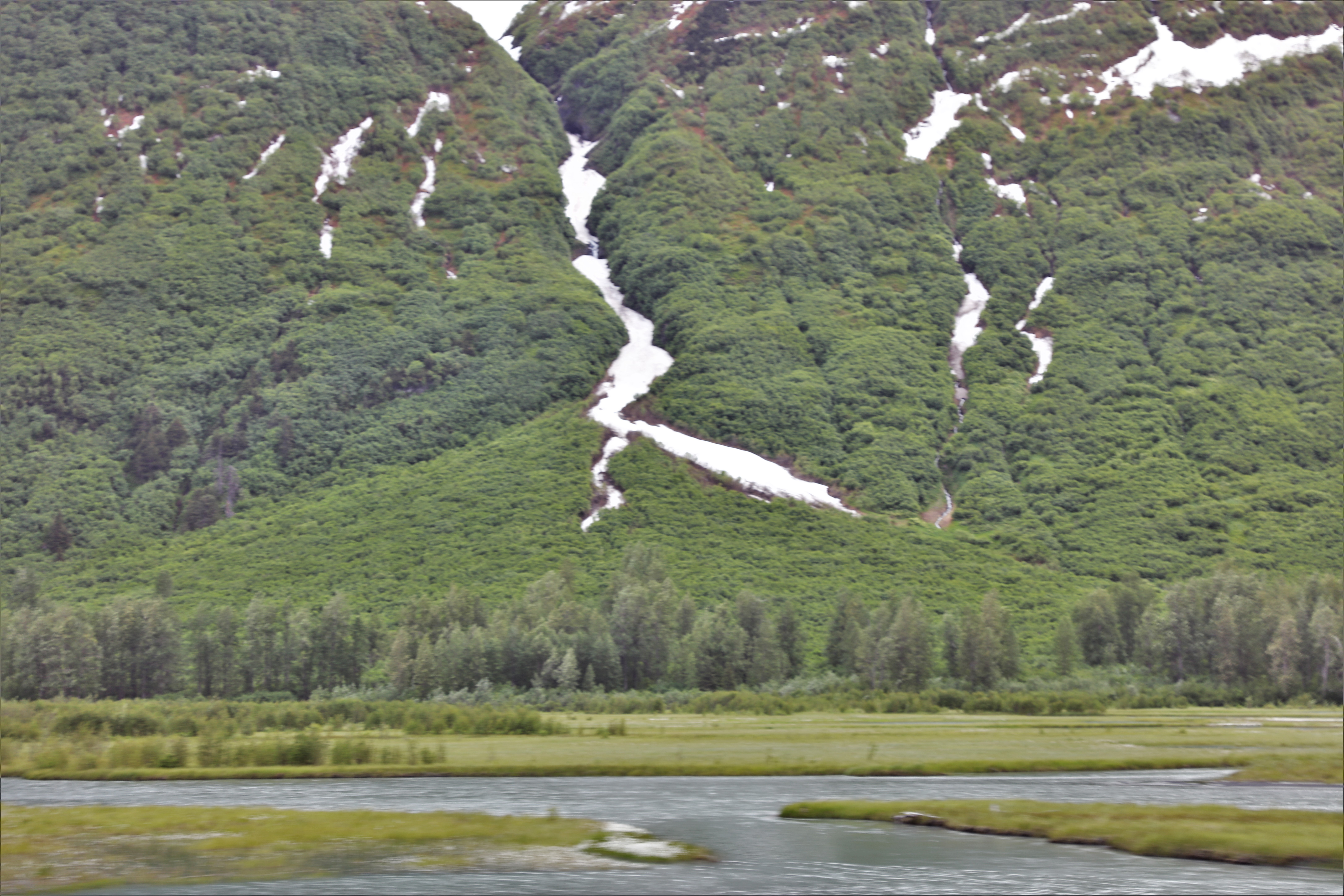
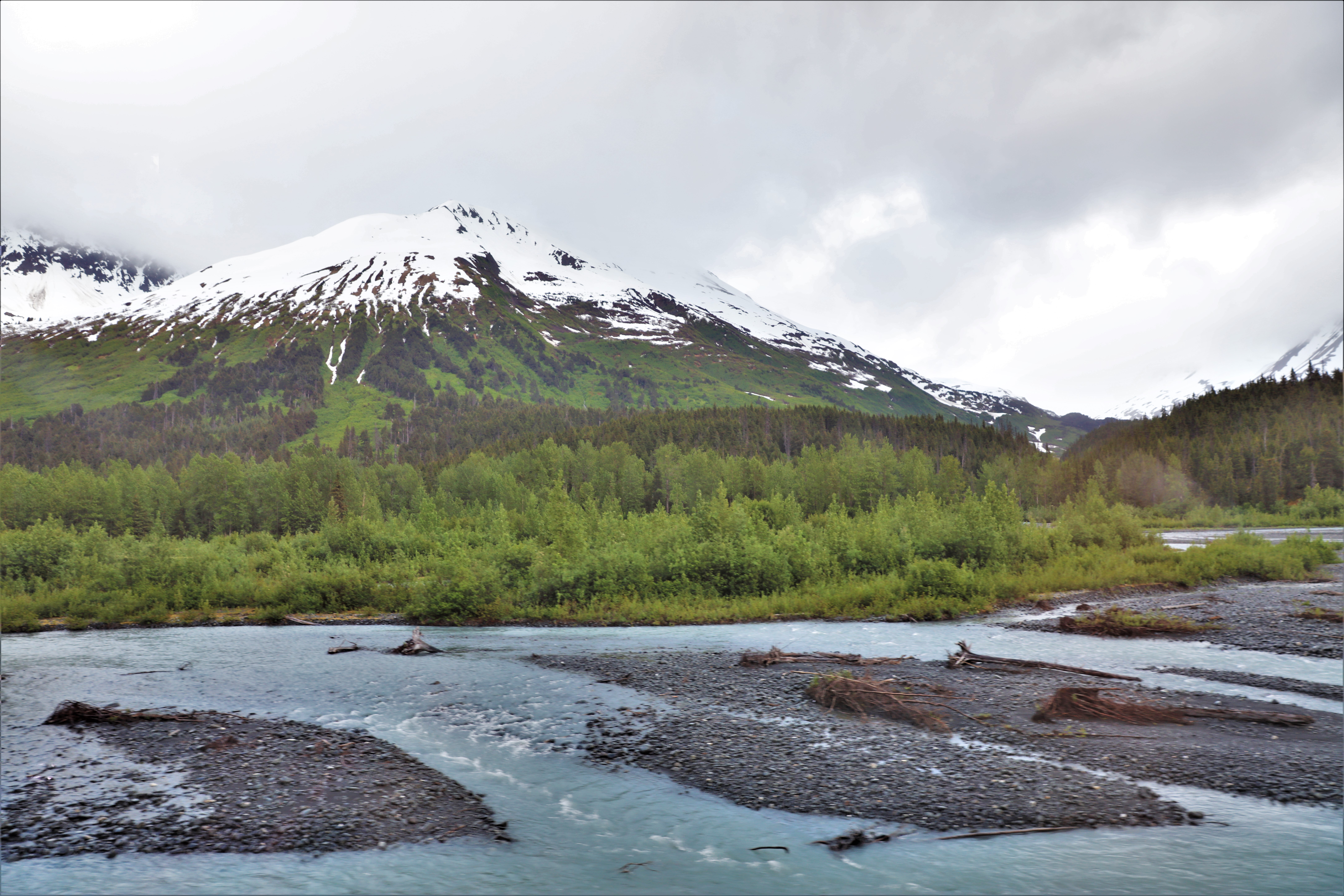
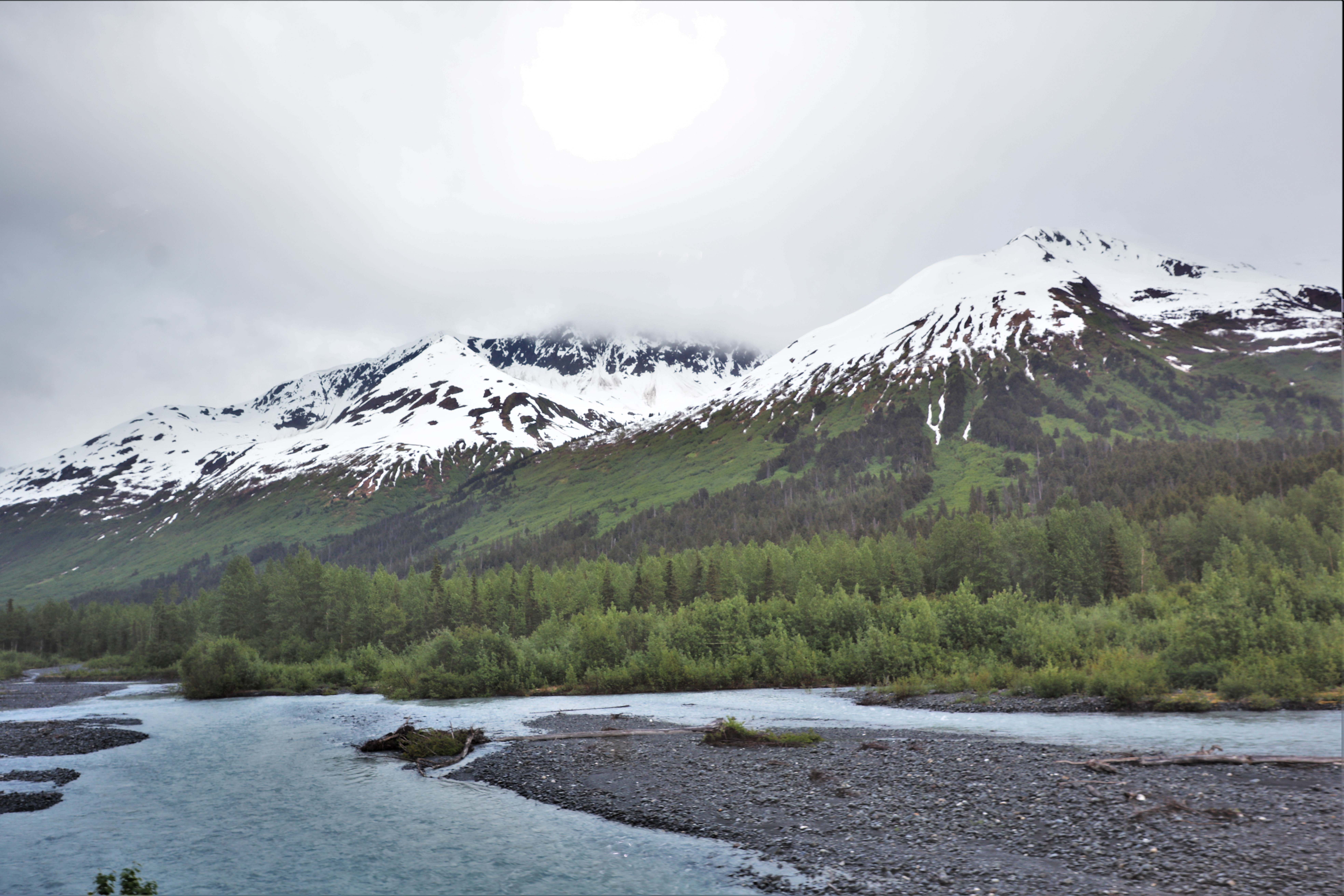
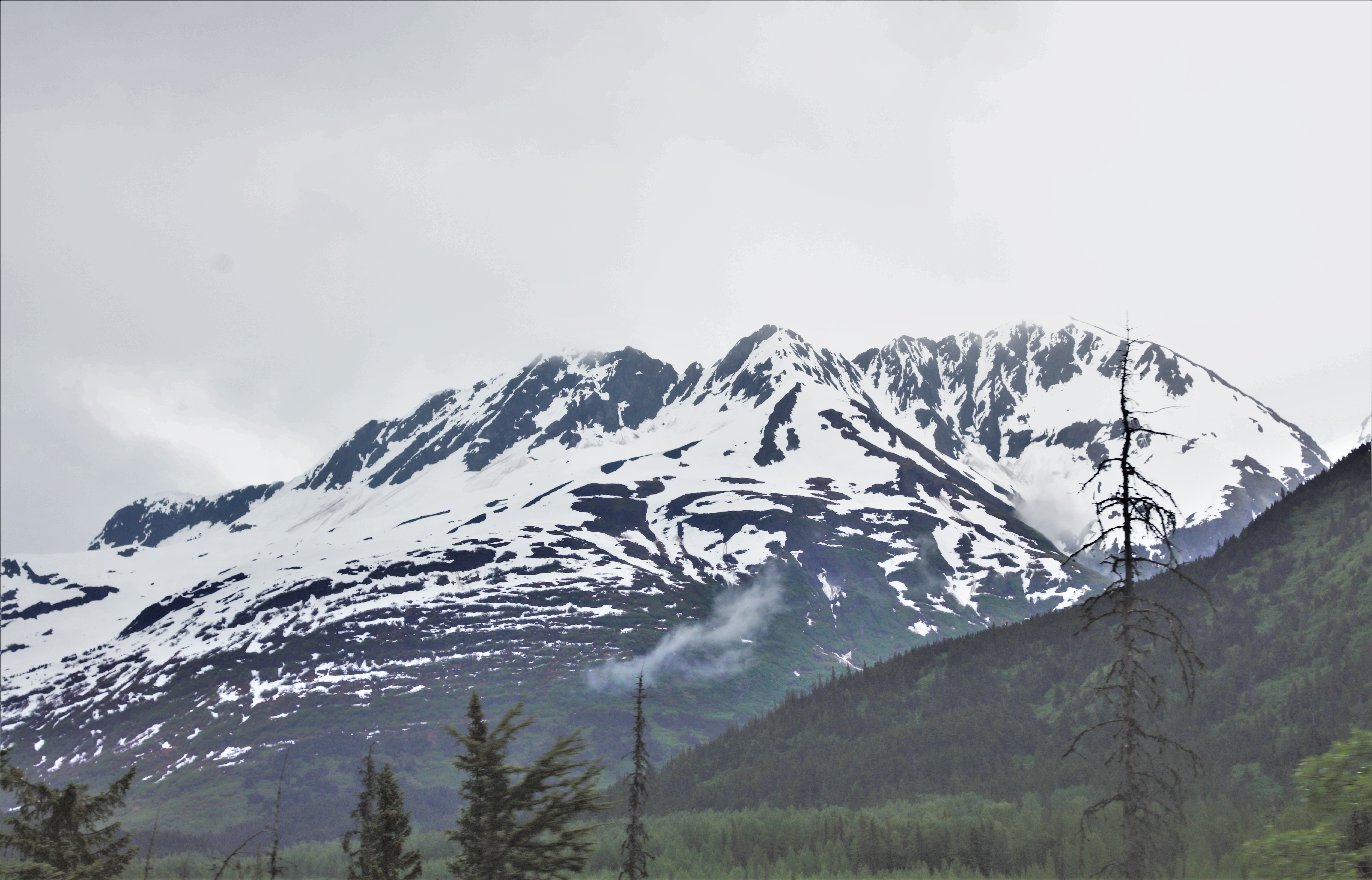